# Meatco
Die Meat Corporation of Namibia (im Außenauftritt ausschließlich Meatco) ist das größte Fleisch verarbeitende und exportierende Unternehmen in Namibia. Es wurde Anfang der 1980er aus verschiedenen selbständigen Schlachthöfen gegründet.
Das Unternehmen wird von der namibischen Regierung als Staatsunternehmen angesehen, worüber es seit 2006 einen Disput gibt, da Meatco faktisch eine privatwirtschaftliche Aktiengesellschaft ist.
Seit Ende Juni 2011 wird die Umwandlung des Unternehmens in eine Genossenschaft diskutiert, die Ende Juli 2011 vom Kabinett bestätigt wurde, bis (Stand November 2024) aber nicht umgesetzt wurde.
Meatco arbeitet seit Jahren, trotz eines Quasimonopols hoch defizitär und erwirtschaftete zuletzt im Finanzjahr 2022/23 einen Verlust von 116 Millionen Namibia-Dollar.

## Unternehmensstruktur und Produktion
Meatco operiert von seinem Hauptsitz in der namibischen Hauptstadt Windhoek und unterhält Tochterunternehmen in Europa (London) und Südafrika (Johannesburg und Kapstadt).
Meatco schlachtet durch seine unternehmenseigenen Schlachthöfe nach ISO 9001/HACCP mehr als 120.000 Rinder im Jahr und produziert hieraus mehr als 27.000 Tonnen Fleisch und 14 Millionen Fleischkonserven. Meatco hat einen Anteil von etwa 80 % am Fleischexport Namibias. Der Export findet vor allem nach Südafrika und in die Europäische Union, insbesondere nach Großbritannien statt. In Deutschland wird das Rindfleisch von Meatco unter anderem durch die Firma CaroNam GmbH vertrieben. 1600 Tonnen werden jährlich nach Norwegen exportiert.
Meatco betreibt zwei eigene Schlachthöfe nach internationalem und europäischem Standard in verschiedenen Städten Namibias:
- Windhoek, seit 1950, 570 Mitarbeiter
  - Schlachtkapazität pro Tag: 500 Rinder, 1700 Schafe, 180 Schweine
  - Dosenkapazität pro Tag: 80.000 Rindfleischdosen
- Okahandja, seit 1950, 371 Mitarbeiter
  - Schlachtkapazität pro Tag: 500 Rinder

Zudem ehemals:
- Oshakati (ab 1976) und Katima Mulilo, 172 Mitarbeiter, beide Schlachthöfe nur für internen Markt mit einer Schlachtkapazität von 200 Rindern pro Tag. Beide wurden 2015 geschlossen.

Zudem betreibt Meatco mit der „Meatco Okapuka Tannery“ bei Brakwater eine eigene Gerberei, die seit 1992 etwa 1000 Felle pro Tag produziert und einen Feedlot in Okahandja.

### Produkte
Meatco produziert hauptsächlich gefrorene, Vakuum-verpackte Rindfleischteilstücke für den Export. Zudem werden verzehrfertige Fleischteile sowie Corned Beef hergestellt. Sämtliche biologischen Produkte stammen von frei laufenden namibischen Rindern.